# Juan Bisquert
Juan Bisquert (Düsseldorf, 1962) és un físic valencià reconegut per les seues investigacions en conversió d'energia solar i dispositius electrònics funcionals. El seu treball ha contribuït de manera significativa al desenvolupament de cèl·lules solars de perovskita i dispositius neuromòrfics basats en materials amb propietats de memòria, amb aplicacions en computació bioinspirada. Va ser fundador i director (2015–2020) de l’Institut de Materials Avançats (INAM) de la Universitat Jaume I, i des de 2017 presideix la Fundació Scito (València). Actualment és investigador distingit a l’Institut de Tecnologia Química (ITQ), centre mixt del CSIC i la UPV.

## Biografia
Juan Bisquert va nàixer a Düsseldorf (Alemanya) i és natural de Dénia (la Marina Alta). Es va llicenciar en física a la Universitat de València, on es va doctorar l’any 1991 amb una tesi sobre polímers semiconductors de tipus donador-acceptor.
Va iniciar la seua carrera acadèmica a la Universitat de Castella-la Manxa, al campus d’Albacete, on va exercir com a professor entre 1987 i 1991. Aquell mateix any es va incorporar a la Universitat Jaume I de Castelló de la Plana, on ha desenvolupat una trajectòria docent i investigadora, primer com a professor titular i més endavant com a catedràtic de física aplicada. En aquesta universitat va fundar i dirigir l’Institut de Materials Avançats (INAM) entre 2015 i 2020.
L’any 2024 va ser nomenat investigador distingit a l’Institut de Tecnologia Química (ITQ), centre mixt del CSIC i la UPV, on actualment lidera el grup d’investigació PROFUND, dedicat al desenvolupament de materials funcionals per a energia renovable i intel·ligència artificial, amb èmfasi en dispositius fotoactius i memristius amb acoblament iònic-electrònic.
Des de 2017 és el president de la Fundació Scito, entitat dedicada a la promoció del coneixement científic i tecnològic, des de la qual impulsa la plataforma internacional de congressos nanoGe i ha fundat la plataforma de publicació oberta en català Descriu.

## Recerca
Juan Bisquert ha desenvolupat una trajectòria investigadora extensa en l’àmbit de la conversió d’energia solar, els materials funcionals i els dispositius electrònics amb resposta dinàmica. A la Universitat Jaume I, va ser director de l’Institut de Materials Avançats (INAM), on va liderar estudis sobre materials, nanoestructures i dispositius per a la producció d’energia neta, amb especial èmfasi en tecnologies com les cèl·lules solars de perovskita.
Entre les seues contribucions més destacades es troba l’aplicació del concepte de capacitància quàntica (o capacitància química) en dispositius conductors nanoestructurats, així com l’anàlisi de fenòmens d’histèresi inductiva i capacitiva en sistemes fotoactius. Aquests enfocaments han resultat clau per interpretar la dinàmica elèctrica i els efectes de memòria en cèl·lules solars i memristors.
Ha publicat més de 400 articles científics en revistes internacionals indexades, i ha estat citat més de 40.000 vegades. Des de 2014 figura de manera continuada en la llista de Highly Cited Researchers elaborada per Clarivate Analytics.
És editor europeu de la revista The Journal of Physical Chemistry Letters, publicada per l’American Chemical Society, i ha format part del consell editorial de revistes com ChemElectroChem o Journal of Environmental Science and Sustainable Energy.
És autor del llibre The Physics of Solar Energy Conversion, on integra les seues investigacions sobre els principis fisicoquímics de les tecnologies de conversió energètica, amb especial atenció a les cèl·lules solars i els materials funcionals.
En els últims anys, la seua recerca s’ha centrat en el desenvolupament de dispositius memristius i dispositius neuromòrfics per a la computació bioinspirada, integrant funcionalitats de memòria, aprenentatge i processament de senyals. Aquesta línia s’emmarca en el projecte europeu PeroSpiker, finançat pel Consell Europeu de Recerca (ERC), del qual és investigador principal. El projecte explora arquitectures de xarxes neuronals d’espigues (spiking networks) mitjançant dispositius basats en perovskites.
El seu grup investiga dispositius que combinen conducció iònica i electrònica, com ara memristors i transistors híbrids, amb respostes dinàmiques complexes —histèresi, bifurcacions, adaptació conductual— que permeten emular funcions de neurones artificials en circuits bioinspirats. Un dels models desenvolupats, anomenat CALM (Conductance-Activated Quasi-Linear Memristor), descriu l’activació gradual de la conductància mitjançant transicions electròniques i iòniques acoblades.
Aquest enfocament ha estat presentat en publicacions científiques i fòrums internacionals com ara la conferència Neuronics25, amb treballs centrats en les propietats dinàmiques de memristors i oscil·ladors neuromòrfics, espectroscòpia d’impedància i bifurcacions de tipus Hopf aplicades a la modelització de neurones artificials.